# Comuna Blăgești, Vaslui
Blăgești este o comună în județul Vaslui, Moldova, România, formată din satele Blăgești (reședința), Igești și Sipeni.

## Așezare
Din punct de vedere geografic, comuna Blăgești este situată în partea sudică a județului Vaslui, în Depresiunea Colinară Elan, în apropierea graniței României cu Republica Moldova.

## Istorie
Comuna Blăgești este o așezăre veche. Localnicii spun că s-ar fi format in timpul domniei lui Ștefan cel Mare, când in urma bătăliilor din 1475-1476 oșteniI moldoveni remarcați in lupte au fost răsplătiți cu pămant pe aceste locuri. De-a lungul timpului in urma constituirii localităților și ca urmare a unor modificări in structura socială au aparut o serie de moșii, al căror proprietari (Blaga Crezamu, Igescu și Sipu) au dat numele celor trei sate: Blăgești, Igești si Sipeni.
La sfârșitul secolului al XIX-lea, comuna făcea parte din plasa Târgul a județului Tutova și era alcătuită din satele Blăgești, Igești și Berezeana, având o populație de 1231 de locuitori. În comună funcționa o școală mixtă și patru biserici.
Anuarul Socec din 1925 consemnează comuna în plasa Murgeni din același județ, având o populație de 2975 de locuitori (în satele Blăgești și Igești).
În anul 1950, comuna a fost transferată regiunii Bârlad, iar după anul 1956, la regiunea Iași. În anul 1968, comuna revine la județul Vaslui, cu cele trei sate actuale.

## Demografie
Componența etnică a comunei Blăgești
     Români (93,89%)
     Alte etnii (0%)
     Necunoscută (6,11%)
Componența confesională a comunei Blăgești
     Ortodocși (93,38%)
     Alte religii (0,34%)
     Necunoscută (6,28%)
Conform recensământului efectuat în 2021, populația comunei Blăgești se ridică la 1.178 de locuitori, în scădere față de recensământul anterior din 2011, când fuseseră înregistrați 1.515 locuitori. Majoritatea locuitorilor sunt români (93,89%), iar pentru 6,11% nu se cunoaște apartenența etnică. Din punct de vedere confesional, majoritatea locuitorilor sunt ortodocși (93,38%), iar pentru 6,28% nu se cunoaște apartenența confesională.

## Relief
Relieful comunei este caracteristic regiunii de deal. Satele Blăgești și Igești sunt așezate pe versanții a două dealuri ce stau fata in fata, iar printre ele trece pârul Lișcov. Altitudinea comunei nu depășește 200 m (Exceptie face dealul Sipeni care are 255 m.). Pantele până la 5% sunt lipsite de degradări de teren, ceea ce face ca teritoriul comunei să fie foarte bun pentru agricultură.

## Politică și administrație
Comuna Blăgești este administrată de un primar și un consiliu local compus din 9 consilieri. Primarul, Neculai Igescu[*], de la Partidul Social Democrat, este în funcție din 1 noiembrie 2024. Începând cu alegerile locale din 2024, consiliul local are următoarea componență pe partide politice:
|  | Partid                          | Consilieri | Componența Consiliului | Componența Consiliului | Componența Consiliului | Componența Consiliului | Componența Consiliului | Componența Consiliului |
|  | ------------------------------- | ---------- | ---------------------- | ---------------------- | ---------------------- | ---------------------- | ---------------------- | ---------------------- |
|  | Partidul Social Democrat        | 6          |                        |                        |                        |                        |                        |                        |
|  | Alianța pentru Unirea Românilor | 2          |                        |                        |                        |                        |                        |                        |
|  | Partidul Național Liberal       | 1          |                        |                        |                        |                        |                        |                        |

Comuna Blăgești este administrată de un primar și un consiliu local compus din 9 consilieri. Viceprimar: Igescu Neculai,Secretar: Panica Bogdan,Contabil: Pașcanu Sorinel. Primarul, Neculai Igescu[*], de la Partidul Social Democrat, a fost ales în 1 noiembrie 2024. În data de 5 iunie 2016 a fost ales ca primar: Chireca Alec. Începând cu alegerile locale din 2016, consiliul local are următoarea componență pe partide politice:
|  | Partid                                               | Consilieri | Componența Consiliului | Componența Consiliului | Componența Consiliului | Componența Consiliului | Componența Consiliului | Componența Consiliului |
|  | ---------------------------------------------------- | ---------- | ---------------------- | ---------------------- | ---------------------- | ---------------------- | ---------------------- | ---------------------- |
|  | Partidul Social Democrat                             | 6          |                        |                        |                        |                        |                        |                        |
|  | Partidul România Unită                               | 1          |                        |                        |                        |                        |                        |                        |
|  | Partidul Național Liberal                            | 1          |                        |                        |                        |                        |                        |                        |
|  | Partidul Frontul Demnității și Identității Naționale | 1          |                        |                        |                        |                        |                        |                        |